# Reginald Barclay
Reginald Endicott "Broccoli" Barclay III, spelad av skådespelaren Dwight Schultz, är en återkommande karaktär i tv-serierna Star Trek: The Next Generation och Star Trek: Voyager samt filmen Star Trek: First Contact. En av hans större bedrifter var att han utgjorde en viktig roll i arbetet att återfå kontakten med det strandade USS Voyager.

## Översikt

### Karaktärsdrag
Barclay har karaktärsdrag som oftast associeras med negativa stereotyper som nörd och geek. Han innehar tekniska kunskaper och ärlig entusiasm, men håller sig oftast borta på grund av sina egna sociala obehag, och har ett väldigt stort intresse i fiction och fantasy. Han var hemskt blyg, osäker, hade en tendens att stamma, hade fobi för att bli transporterad, hade ett holodeck-beroende problem och var hypokondrisk. Dessa ofullkomligheter ledde till att den unge Wesley Crusher började kalla honom för "Lieutenant Broccoli" bakom ryggen på honom.

## Medverkan

Dwight Schultz spelade Barclay.

Barclay medverkar i följande serier och filmer:
Star Trek: The Next Generation
- "Hollow Pursuits"
- "Nth Degree"
- "Realm of Fear"
- "Ship in a Bottle"
- "Genesis"

Star Trek: Voyager
- "Projections"
- "Pathfinder"
- "Life Line"
- "Inside Man"
- "Author, Author"
- "Endgame"

Star Trek filmer
- Star Trek: First Contact